# Phoradendron microphyllum
Phoradendron microphyllum là một loài thực vật có hoa trong họ Santalaceae. Loài này được (Pohl ex DC.) Trel. miêu tả khoa học đầu tiên năm 1916.